# Pál Csanádi
Pál Csanádi (* 1572 bei Temeschwar, Fürstentum Siebenbürgen; † 5. Dezember 1636 in Klausenburg) war Mediziner, Philosoph und zwischen 1632 und 1636 Leiter der Unitarischen Kirche Siebenbürgens.

## Leben und Wirken
Pál Csanádi wurde 1572 bei Temeschwar geboren. Nach dem Tod seines Vaters wurde er von Ferenc Csanádi, einem angesehenen Bürger Klausenburgs, adoptiert und hatte die Möglichkeit das unitarische Kolleg in Klausenburg zu besuchen, wo er unter anderem von György Enyedi unterrichtet wurde. Zwischen 1595 und 1597 wirkte er als Leiter der drittgrößten unitarischen Schule im siebenbürgischen Torockó (dt. Eisenburg), wo er auf Máté Toroczkai traf, der dort damals unitarischer Ortspfarrer gewesen war und innerhalb des ungarisch-siebenbürgischen Unitarismus als Vertreter des Nonadorantismus angesehen werden kann. Nach dem Tod von György Enyedi 1597 wechselte Csanádi zusammen mit Toroczkai nach Klausenburg, wo er die Stelle eines Lektors übernehmen konnte. Ein Jahr später übernahm er die Rektorenstelle des Gymnasiums in Torda (dt. Thorenburg). Unter den Eindrücken der politischen und militärischen Unruhen in Siebenbürgen ab Ende des 16. Jahrhunderts (1599 rückten beispielsweise die Truppen des Mihai Viteazuls in die Stadt Torda) begab sich Csanádi 1603 (gemeinsam mit András Kromer) zum Studium in das italienische Padua, um dort Philosophie und Medizin zu studieren. Bereits 1597 hatte sich dort Pál Göcs immatrikuliert. Nach seiner Rückkehr aus Italien als Doktor der Medizin und Philosophie wurde ihm die Leitung des unitarischen Kollegs im nun weitgehend zerstörten Klausenburg anvertraut. Neben seiner Arbeit als Dozent wirkte als zudem als Mediziner und beriet als solcher die die Fürsten Gabriel Bethlen und Georg I. Rákóczi. Nachdem die siebenbürgischen Unitarier unter dem reformierten Fürst Gabriel Bethlen nach 1613 unter zunehmendem kirchenpolitischem Druck gerieten, vertrat er den unitarischen Standpunkt auf einer Reihe von unitarisch-reformierten Glaubensdisputationen, unter anderem im Jahr 1618 in Gyulafehérvár (dt. Karlsburg, auch Weißenburg). Nach dem Tod des Sozinianers Valentin Radecke wurde Csanádi am 1. September 1632 zum neuen Leiter der Kirche gewählt, eine Position, die er bis zu seinem Tod beibehielt. Er starb am 5. Dezember 1636 an den Folgen eines Gichtanfalls. Sein Nachfolger in der Kirchenführung wurde Dániel Beke.
Publizistisch trat Csanádi unter anderem mit einer Abhandlung über den Missionsauftrag in Matthäus 28,19 (Mt 28,19–20 ), den er unitarisch auslegt, und mit der Streitschrift Pöröly (dt. Schmiedehammer) hervor.

## Werke (Auswahl)
- Amaz fi. Mathe Evang. 28 Részben való igéknek: Kereszteljetek Atyának slb. Sz: írás szerint való igaz magyarázatja, melyet a Ngos Bethlen Ist- vánnak, Urunk O Nga Tanátsának, Hunyad Vármegye Ispánjának és Huszt Vára Fő Kapitányának kévánságára a Bibliából szedegetett Kolosvári Csanádi Pál Hazájának Oskolájának Mestere, 1615
- Colloquium inter Paulum Csenadium Samosatenianum Rectorem Scholae Claudiopolitanae, et Stephanum Geleinum Orthodoxum Collegii Albensis Rectorem praesente Illustrissimo Principe Gabriele cum Augustissimo suo Comitatu, publice in minori Templo Albae Juliae institulum, 1618
- Argumentorum de Doctrina Triadis solutio, 1620
- Leges Scholae Claudiopolitanae concinnavit, ac Senior e median te Nicolao Beke Köpeczi, 1626

## Quelle/Literatur
- Pap Balázs: Egy tizenhetedik századi református–unitárius hitvita dokumentumáról. Csanádi Pál: Pöröly, In: Keresztény Magvető, 2002. S. 196 ff.